# ベザフィブラート
ベザフィブラート（Bezafibrate）は脂質異常症の治療に用いられるフィブラート系薬剤の一つである。血中のLDLコレステロールおよびトリグリセリドを低下させ、HDLコレステロールを上昇させる。商品名ベザトールSR。ベザリップ、開発コードBF-759。

## 歴史
1978年に西ドイツで販売が開始され、1983年に徐放性が発売された:1。日本では、1991年1月に徐放性製剤が承認された。

## 作用機序
他のフィブラート系薬剤同様、PPARαを活性化する。一部の研究では、PPARγおよびPPARδも活性化されることが示唆されている。

## 効能・効果
日本で承認されている効能・効果は「高脂血症（家族性を含む）」である。ベザフィブラートはLDLコレステロールおよびトリグリセリドを減少させ、HDLコレステロールを増加させるので、複合型脂質異常症の治療に有効である。メタボリックシンドローム患者の心血管状態を改善する。耐糖能の低下した患者に対する臨床試験の結果、ベザフィブラートは糖尿病の発生時期を遅らせることができ、HOMA-IR指数で評価されたインスリン抵抗性が改善した。加えて、糖尿病または高血糖症を伴う脂質異常症患者の前向き観察研究では、抗糖尿病薬の併用に関係なく、ベザフィブラートはヘモグロビンA1cの値を有意に低下させることが示された。

## 禁忌
- 人工透析患者（腹膜透析を含む）
- 腎不全等の重篤な腎疾患のある患者
- 血清クレアチニン値が2.0mg/dL以上の患者
- 過敏症の既往歴のある患者
- 妊婦または妊娠している可能性のある婦人

### 原則禁忌
- 腎機能に関する臨床検査値に異常がある患者へのスタチンとの併用

## 副作用
重篤な副作用はとして添付文書に記載されているものは、横紋筋融解症、ショック、アナフィラキシー、肝機能障害、黄疸、皮膚粘膜眼症候群（Stevens-Johnson症候群）、多形紅斑である。

## 他の用法
オーストラリアでは、ベザフィブラートとケノデオキシコール酸の合剤が、C型肝炎の治療薬として販売されている。
ベザフィブラートは、タウタンパク質の過剰なリン酸化、ならびにヒトタウ変異を有するトランスジェニックマウスでのタウオパチーを減少させる。